# Noctuelle de l'érable
Acronicta aceris
Espèce

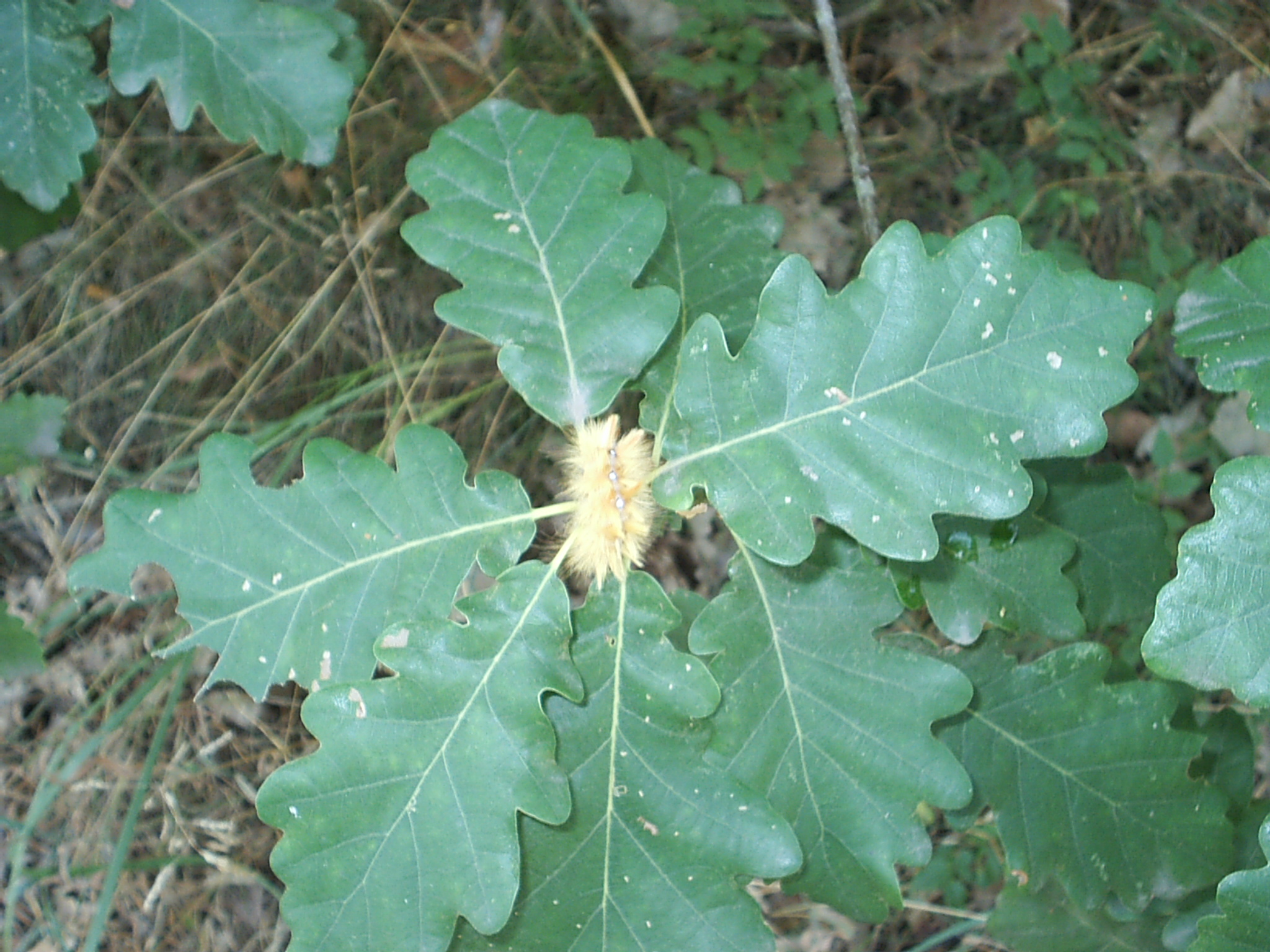
Une chenille sur feuilles de chêne

La Noctuelle de l'érable, Acronicta aceris, aussi nommée Arctomyscis aceris, est une espèce de papillons nocturnes de la famille des Noctuidae.

## Distribution
Eurasiatique, la Noctuelle de l'érable est présente principalement en Europe, à l'exception des régions nordiques.

## Description
Papillon de 40 à 45 mm d'envergure, gris, aux ailes inférieures claires striées de gris chez le mâle, plus foncées chez la femelle.

## Biologie
Bivoltin, l'imago vole de mai à août dans les bois.

### Chenille

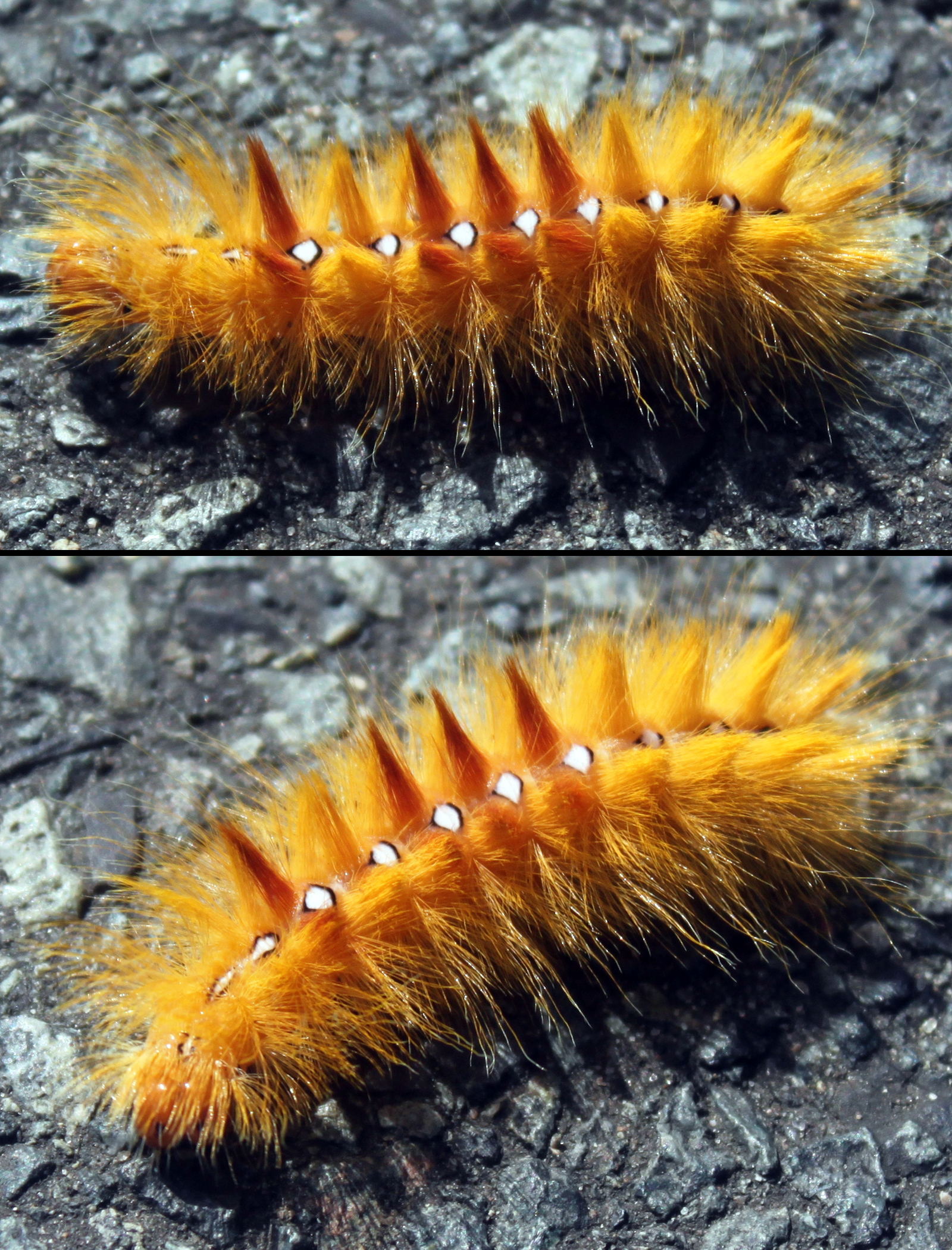

La chenille est très reconnaissable à ses couleurs vives. Elle est jaune orange à tête brune, poilue, munie de 4 paires de touffes de poils orange et recouverte sur le dessus d'une ligne médiane de petits losanges blancs bordés de noir. Elle mesure environ 40 mm et se nourrit de feuilles d'érables, de marronniers, de chênes dont Quercus robur, de tilleuls, de saules dont Salix caprea ou de noisetier (Corylus avellana).
Elle est assez sensible et se roule rapidement en boule en cas de danger.